# Torna az 1948. évi nyári olimpiai játékokon
Az 1948. évi nyári olimpiai játékokon a tornában kilenc versenyszámban osztottak érmeket.

## Férfi

### Éremtáblázat
A táblázatban a rendező ország csapata eltérő háttérszínnel, az egyes számoszlopok legmagasabb értéke, vagy értékei vastagítással kiemelve.
| Az 1948. évi nyári olimpiai játékok éremtáblázata férfi tornában | Az 1948. évi nyári olimpiai játékok éremtáblázata férfi tornában | Az 1948. évi nyári olimpiai játékok éremtáblázata férfi tornában | Az 1948. évi nyári olimpiai játékok éremtáblázata férfi tornában | Az 1948. évi nyári olimpiai játékok éremtáblázata férfi tornában | Olimpia  |
| ---------------------------------------------------------------- | ---------------------------------------------------------------- | ---------------------------------------------------------------- | ---------------------------------------------------------------- | ---------------------------------------------------------------- | -------- |
|                                                                  | Ország                                                           | Arany                                                            | Ezüst                                                            | Bronz                                                            | Összesen |
| 1.                                                               | Finnország (FIN)                                                 | 6                                                                | 2                                                                | 2                                                                | 10       |
| 2.                                                               | Svájc (SUI)                                                      | 3                                                                | 4                                                                | 3                                                                | 10       |
| 3.                                                               | Magyarország (HUN)                                               | 1                                                                | 1                                                                | 3                                                                | 5        |
|                                                                  |                                                                  |                                                                  |                                                                  |                                                                  |          |
| 4.                                                               | Olaszország (ITA)                                                | 0                                                                | 1                                                                | 1                                                                | 2        |
|                                                                  |                                                                  |                                                                  |                                                                  |                                                                  |          |
| 5.                                                               | Csehszlovákia (TCH)                                              | 0                                                                | 0                                                                | 3                                                                | 3        |
|                                                                  |                                                                  |                                                                  |                                                                  |                                                                  |          |
| Összesen                                                         | Összesen                                                         | 10                                                               | 8                                                                | 12                                                               | 30       |

### Érmesek
A táblázatban a rendező ország csapata eltérő háttérszínnel, az egyes számoszlopok legmagasabb értéke vagy értékei vastagítással kiemelve.
| Az 1948. évi nyári olimpiai játékok érmesei férfi tornában | | | |
| Versenyszám                                                | Arany | Ezüst | Bronz |
| Gyűrű                                                      | Karl Frei · Svájc (SUI) · 39,60 | Michael Reusch · Svájc (SUI) · 39,10 | Zdeněk Růžička · Csehszlovákia (TCH) · 38,50 |
| Korlát                                                     | Michael Reusch · Svájc (SUI) · 39,50 | Veikko Huhtanen · Finnország (FIN) · 39,30 | Christian Kipfer · Svájc (SUI) · 39,10 |
| Korlát                                                     | Michael Reusch · Svájc (SUI) · 39,50 | Veikko Huhtanen · Finnország (FIN) · 39,30 | Josef Stalder · Svájc (SUI) · 39,10 |
| Lólengés                                                   | Paavo Aaltonen · Finnország (FIN) · 38,70 | Nem adták ki | Nem adták ki |
| Lólengés                                                   | Veikko Huhtanen · Finnország (FIN) · 38,70 | Nem adták ki | Nem adták ki |
| Lólengés                                                   | Heikki Savolainen · Finnország (FIN) · 38,70 | Nem adták ki | Nem adták ki |
| Nyújtó                                                     | Josef Stalder · Svájc (SUI) · 39,70 | Walter Lehmann · Svájc (SUI) · 39,40 | Veikko Huhtanen · Finnország (FIN) · 39,20 |
| Talaj                                                      | Pataki Ferenc · Magyarország (HUN) · 38,70 | Mogyorósi-Klencs János · Magyarország (HUN) · 38,40                                                                                                   | Zdeněk Růžička · Csehszlovákia (TCH) · 38,10 |
| Ugrás                                                      | Paavo Aaltonen · Finnország (FIN) · 39,10 | Olavi Rove · Finnország (FIN) · 39,00 | Mogyorósi-Klencs János · Magyarország (HUN) · 38,50 |
| Ugrás                                                      | Paavo Aaltonen · Finnország (FIN) · 39,10 | Olavi Rove · Finnország (FIN) · 39,00 | Pataki Ferenc · Magyarország (HUN) · 38,50 |
| Ugrás                                                      | Paavo Aaltonen · Finnország (FIN) · 39,10 | Olavi Rove · Finnország (FIN) · 39,00 | Leo Sotorník · Csehszlovákia (TCH) · 38,50 |
| Összetett egyéni                                           | Veikko Huhtanen · Finnország (FIN) · 229,7 | Walter Lehmann · Svájc (SUI) · 229,00 | Paavo Aaltonen · Finnország (FIN) · 228,8 |
| Összetett csapat                                           | Finnország (FIN) · Paavo Aaltonen · Veikko Huhtanen · Kalevi Laitinen · Olavi Rove · Aleksanteri Saarvala · Sulo Salmi · Heikki Savolainen · Einari Teräsvirta · 1358,3 | Svájc (SUI) · Karl Frei · Christian Kipfer · Walter Lehmann · Robert Lucy · Michael Reusch · Josef Stalder · Emil Studer · Melchior Thalmann · 1356,7 | Magyarország (HUN) · Baranyai László · Fekete József · Mogyorósi-Klencs János · Mogyoróssy Győző · Pataki Ferenc · Sántha Lajos · Tóth Lajos · Várkői Ferenc · 1330,85 |

## Női

### Éremtáblázat
A táblázatban a rendező ország csapata eltérő háttérszínnel, az egyes számoszlopok legmagasabb értéke vagy értékei vastagítással kiemelve.
| Az 1948. évi nyári olimpiai játékok éremtáblázata női tornában | Az 1948. évi nyári olimpiai játékok éremtáblázata női tornában | Az 1948. évi nyári olimpiai játékok éremtáblázata női tornában | Az 1948. évi nyári olimpiai játékok éremtáblázata női tornában | Az 1948. évi nyári olimpiai játékok éremtáblázata női tornában | Olimpia  |
| -------------------------------------------------------------- | -------------------------------------------------------------- | -------------------------------------------------------------- | -------------------------------------------------------------- | -------------------------------------------------------------- | -------- |
|                                                                | Ország                                                         | Arany                                                          | Ezüst                                                          | Bronz                                                          | Összesen |
| 1.                                                             | Csehszlovákia (TCH)                                            | 1                                                              | 0                                                              | 0                                                              | 1        |
|                                                                |                                                                |                                                                |                                                                |                                                                |          |
| 2.                                                             | Magyarország (HUN)                                             | 0                                                              | 1                                                              | 0                                                              | 1        |
|                                                                |                                                                |                                                                |                                                                |                                                                |          |
| 3.                                                             | Egyesült Államok (USA)                                         | 0                                                              | 0                                                              | 1                                                              | 1        |
|                                                                |                                                                |                                                                |                                                                |                                                                |          |
| Összesen                                                       | Összesen                                                       | 1                                                              | 1                                                              | 1                                                              | 3        |

### Érmesek
| Az 1948. évi nyári olimpiai játékok érmesei női tornában | | | |
| Versenyszám                                              | Arany | Ezüst | Bronz |
| Összetett csapat                                         | Csehszlovákia (TCH) · Zdeňka Honsová · Marie Kovářová · Miloslava Misáková · Milena Müllerová · Věra Růžičková · Olga Šilhánová · Božena Srncová · Zdeňka Veřmiřovská · 445,45 | Magyarország (HUN) · Balázs Erzsébet · Fehér Anna · Karcsics Irén · Köteles Erzsébet · Kövi Mária · Nagy Margit · Tass Olga · Vásárhelyi Edit · 440,55 | Egyesült Államok (USA) · Ladislava Bakanic · Marian Barone · Consetta Caruccio-Lenz · Dorothy Dalton · Meta Elste · Helen Schifano · Clara Schroth-Lomady · Anita Simonis · 422,60 |